# Ike Ibeabuchi
Ikemefula Charles Ibeabuchi, detto Ike (Umu Nneochi, 2 febbraio 1973), è un pugile nigeriano.
Soprannominato "The President", fu una delle più grandi promesse dei pesi massimi degli ultimi anni novanta. Massiccio pugile dotato di velocità e potenza, salì alla ribalta internazionale dopo aver sconfitto pugili del calibro di David Tua e Chris Byrd. Assieme a Tua, stabilì il primato per il maggior numero di colpi sferrati in un incontro dei pesi massimi con un totale di 1 730 pugni. Nel 1998 iniziò ad avere problemi con la legge, e nel luglio dell'anno seguente la sua carriera si interruppe bruscamente a 26 anni dopo che fu arrestato a Las Vegas per un presunto tentativo di stupro ed aggressione violenta ai danni di una escort. Condannato a 15 anni di carcere, fu rilasciato nel novembre 2015.

## Biografia
Ike Ibeabuchi nacque il 2 febbraio 1973 nella regione di Umu Nneochi, situata nello stato di Abia.
Da ragazzo, Ibeabuchi sognava di diventare un militare e di entrare a far parte delle forze armate nigeriane. Dopo aver guardato per caso il celebre match tra Buster Douglas ed Iron Mike Tyson, Ike iniziò a nutrire una passione sempre più forte nei confronti del pugilato.

### Carriera dilettantistica
Ispirato dall'incontro fra Douglas e Tyson, Ibeabuchi iniziò ad allenarsi per diventare un pugile.
All'età di 20 anni, Ibeabuchi emigrò con la madre nel Texas, Stati Uniti. Trovata un'abitazione a Dallas, egli si iscrisse più tardi ad una palestra, dove si contraddistinse subito come giovane promessa per le sue doti fisiche. Malgrado la giovane età, il suo sviluppo fisico fu precoce, ed il ragazzo non ebbe problemi a diventare peso massimo. Nel 1994 vinse i tornei locali e poi regionali dei Golden Gloves. Come dilettante ebbe inoltre l'occasione di affrontare e sconfiggere il connazionale, nonché futuro bronzo olimpico ad Atlanta 1996, Duncan Dokiwari.

### Carriera professionale
Sotto la guida dell'ex campione del mondo dei pesi welter Curtis Cokes, Ike compì il suo debutto tra i professionisti il 13 ottobre 1995 come peso massimo, infliggendo un KO alla seconda ripresa sul messicano Ismael Garcia.
Ike aveva sconfitto tutti i suoi avversari senza particolare difficoltà, vincendo la maggior parte dei suoi match per KO. Il 6 marzo 1997 affrontò il veterano Marion Wilson. Quest'ultimo, alla soglia dei 41 anni, non si presentava come un pugile pericoloso ed aveva assaporato numerose sconfitte nel corso della sua carriera. Tuttavia non era mai stato fermato prima del limite, anche contro nemici tosti del calibro di Botha, Golota, Briggs, Mavrovic e Norris. Anche in questo caso, Wilson dimostrò tutto il suo valore ed Ike riuscì ad imporsi solo via decisione unanime dopo 10 round.

#### Lo scontro dei record: Ibeabuchi VS Tua
Nonostante il record non particolarmente nutrito, i 16 successi del nigeriano, accumulati nel giro di soli 2 anni, lo portarono ben presto ad incrociarsi con il quotato neozelandese David Tua (27–0; 23 KO). Tua era un pugile temuto, massiccio e brevilineo e vantava una rapida vittoria per KO ai danni del futuro campione John Ruiz. La rapidità e l'esito delle vittorie di Tua, unite alle sue caratteristiche fisiche, portarono in molti analisti a soprannominarlo "il nuovo Mike Tyson". Il match si svolse il 7 giugno 1997 con in palio il titolo WBC International dei pesi massimi.
Entrambi i pugili si scambiarono poderosi colpi per tutta la durata del match. Fu proprio questa sfida a consacrare la carriera di Ike, che replicò colpo per colpo alle combinazioni dell'avversario con un'impressionante quantità di pugni, dimostrando al contempo di possedere ottime doti da incassatore. Dopo una lunga e serrata battaglia, il nigeriano si impose ai punti con un verdetto unanime: 117-111, 116-113 e 115-114. Quella sera Ibeabuchi e Tua stabilirono il record per il maggior numero di pugni sferrati in un incontro dei pesi massimi, con un totale di 1 730 colpi. Ike da solo ne lanciò ben 975, altra cifra record nella divisione, con una media di 81 per round.
Dopo la battaglia con Tua, molti appassionati ed analisti di boxe iniziarono a vedere in Ibeabuchi un possibile futuro campione dei pesi massimi. In quel periodo le cinture mondiali erano frazionate tra Lewis, Holyfield e Klyčko. Tuttavia, la divisione stava iniziando un periodo di declino a livello competitivo e tutti i nomi noti al pubblico non godevano più di un'età particolarmente giovane.

#### L'incidente ed il primo arresto
Malgrado la sua carriera fosse in piena ascesa, la sua affermazione nel ring segnò al contempo l'inizio di un declino a livello personale. Alcuni mesi dopo l'incontro con Tua, Ibeabuchi fu protagonista di una discussa vicenda. Rapì infatti il figlio quindicenne della sua ex fidanzata e dopo averlo portato a bordo di una macchina, schiantò il veicolo su un pilastro in calcestruzzo nei pressi della città di Austin. L'incidente rese il ragazzo permanentemente invalido. La corte concluse che Ike era intenzionato a suicidarsi e condannò il pugile a 4 mesi di reclusione, oltre ad infliggergli una multa di 500 000 dollari per i danni fisici procurati alla vittima.
Durante questo periodo, diversi conoscenti e collaboratori di Ike iniziarono a dubitare della sua salute mentale. Egli iniziò a lamentarsi di frequenti e fastidiose emicranie. Una risonanza magnetica non rilevò alcun problema, ma Ike cominciò a manifestare problemi di schizofrenia accompagnati da comportamenti irrazionali.

#### Il ritorno e Ibeabuchi VS Byrd
Ibeabuchi rientrò sul ring dopo 13 mesi di inattività, sconfiggendo agevolmente lo statunitense Tim Ray nel luglio 1998 via KO alla prima ripresa. Due mesi dopo fermò il giamaicano Everton Davis in nove riprese.
Il nigeriano non combatté più nel 1998 e tornò in azione solo il 20 marzo 1999. Il suo prossimo incontro lo vide impegnato con la promessa Chris Byrd (26–0; 14 KO), argento olimpionico a Barcellona 1992 e futuro campione dei massimi, dotato di uno stile di combattimento veloce e sfuggente. Ike si presentò con un peso di oltre 110 chili e mezzo, il più alto sin dal suo debutto professionale nel 1995. Dopo quattro riprese il match risultava in perfetta parità, con i tre giudici che davano 38–38, 39-37 per Ibeabuchi e 39–37 per Byrd. L'epilogo arrivò al quinto round quando Ibeabuchi intrappolò il nemico alle corde e sfoderò un devastante montante sinistro seguito da un gancio destro alla mascella, che fece crollare al tappeto lo statunitense a faccia in giù. Byrd si rialzò ma subì un nuovo attacco da parte di un galvanizzato Ibeabuchi, sino a quando l'arbitro di gara fermò la contesa per evitargli una punizione eccessiva ad un secondo dalla fine della ripresa.
Dopo la vittoria su Byrd, il nigeriano rifiutò una proposta di 700 000 dollari per combattere Jeremy Williams ed un'altra pari invece ad 1 milione per affrontare l'imbattuto Michael Grant.

#### La vicenda a Las Vegas ed il secondo arresto
Il 22 luglio 1999 Ibeabuchi stava pernottando presso il lussuoso Mirage Hotel di Las Vegas quando chiamò un servizio di accompagnamento e si fece raggiungere da una escort. La ragazza, ventunenne, affermò di essere stata aggredita dopo aver chiesto il pagamento al pugile nigeriano. Dopo la presunta aggressione, Ibeabuchi si barricò nel bagno della sua stanza e la polizia locale fu costretta ad utilizzare dello spray al peperoncino sino alla sua resa.
Non considerato in grado di difendersi, Ibeabuchi fu spedito in un ospedale psichiatrico, dove fu diagnosticato come affetto da disturbo bipolare e sottoposto forzatamente a delle terapie. Spese i successivi due anni e mezzo in cure. Il nigeriano non ammise mai alcuna responsabilità e nel novembre 2001 fu sottoposto a processo e condannato per tentata violenza sessuale. Tale condanna fu ulteriormente incrementata da due violazioni della libertà condizionata.
Durante la sua incarcerazione, Ibeabuchi conseguì due lauree dalla Western Nevada Community College.

#### Il rilascio
Nel 2014 Curtis Cokes, ex campione dei pesi welter ed allenatore di Ike Ibeabuchi dal 1994 al 1999, espresse il proprio pensiero riguardo al destino del nigeriano e alla triste fama che lo ha accompagnato dopo il suo arresto. In merito ai presunti problemi mentali di Ike, Curtis affermò:
Dopo 15 anni di detenzione, Ibeabuchi viene ufficialmente scarcerato da una prigione del Nevada il 28 febbraio 2014. Malgrado ciò, il suo status di immigrato nigeriano costringe la United States Immigration and Customs Enforcement (o ICE) a prenderlo in custodia presso una penitenziario della città di Eloy, nell'Arizona. La suddetta agenzia federale lo libera nel novembre 2015.
Dopo la sua scarcerazione, Ibeabuchi inizia immediatamente ad allenarsi. Dopo aver visto il pugile filippino Manny Pacquiao in allenamento, egli si lega al suo storico manager Michael Koncz. Assieme a quest'ultimo, annuncia l'intenzione di ritornare a combattere ad oltre 16 anni di distanza dal ring. In merito ad un suo ritorno, programmato per l'aprile 2016 come parte dell'evento Pacquiao-Bradley III organizzato dalla Top Rank Boxing, Ibeaguchi afferma:
(Ike Ibeaguchi parla del suo ritorno dopo una detenzione di 16 anni, gennaio 2016.)
Per il suo ritorno, il nome del nigeriano viene accostato a quello del talentuoso ventiseienne Andy Ruiz Jr., autore di una scalata dei ranking mondiali pugilistici. La Commissione Atletica del Nevada (Nevada State Athletic Commission) nega tuttavia ad Ibeabuchi la licenza per poter tornare a combattere nell'evento e i suoi propositi di ritorno vengono così interrotti.

## Caratteristiche tecniche
Alto 188 cm e pesante 112 kg, Ike Ibeabuchi era un massiccio pugile che sapeva unire velocità e potenza al suo stile di combattimento.

## Record professionale
| Ris.     | Record | Avversario      | Tipo              | Rnd., Tempo  | Data       | Luogo                                          | Note                                                |
| -------- | ------ | --------------- | ----------------- | ------------ | ---------- | ---------------------------------------------- | --------------------------------------------------- |
| Vittoria | 20–0   | Chris Byrd      | KOT               | 5 (10), 2:59 | 20-03-1999 | Emerald Queen Casino, Tacoma, Washington       |                                                     |
| Vittoria | 19–0   | Everton Davis   | KOT               | 9 (10), 2:34 | 04-09-1998 | Trump Taj Mahal, Atlantic City, New Jersey     |                                                     |
| Vittoria | 18–0   | Tim Ray         | KOT               | 1 (8), 2:33  | 09-07-1998 | Grand Casino Avoyelles, Marksville, Louisiana  |                                                     |
| Vittoria | 17–0   | David Tua       | Decisione (unan.) | 12           | 07-06-1997 | ARCO Arena, Sacramento, California             | Vince il titolo WBC International dei pesi massimi. |
| Vittoria | 16–0   | Marcos Gonzalez | KO                | 4 (8), 0:25  | 08-05-1997 | Wyndham Anatole Hotel, Dallas, Texas           |                                                     |
| Vittoria | 15–0   | Marion Wilson   | Decisione (unan.) | 10           | 06-03-1997 | Convention Center, Asbury Park, New Jersey     |                                                     |
| Vittoria | 14–0   | Calvin Jones    | KOT               | 2 (10), 2:39 | 09-01-1997 | Beverly Hills, California                      |                                                     |
| Vittoria | 13–0   | Rodney Blount   | KO                | 3 (10), 0:41 | 05-12-1996 | Brady Theater, Tulsa, Oklahoma                 |                                                     |
| Vittoria | 12–0   | Anthony Wade    | Decisione (unan.) | 8            | 08-11-1996 | Arizona Charlie's Decatur, Las Vegas, Nevada   |                                                     |
| Vittoria | 11–0   | Herman Delgado  | KOT               | 4 (8), 2:59  | 08-08-1996 | Civic Center, Lake Charles, Louisiana          |                                                     |
| Vittoria | 10–0   | Mike Acklie     | KOT               | 1 (8), 1:12  | 24-05-1996 | Dallas, Texas                                  |                                                     |
| Vittoria | 9–0    | Gary Butler     | KO                | 1 (8), 0:53  | 11-04-1996 | Dallas, Texas                                  |                                                     |
| Vittoria | 8–0    | Calvin Lampkin  | KO                | 2 (6), 0:35  | 02-11-1995 | Music Hall, Austin, Texas                      |                                                     |
| Vittoria | 7–0    | Greg Pickrom    | KOT               | 3 (6), 2:59  | 09-09-1995 | Fort Worth, Texas                              |                                                     |
| Vittoria | 6–0    | Terry Porter    | RIT               | 3 (6), 0:52  | 25-08-1995 | Music Hall, Austin, Texas                      |                                                     |
| Vittoria | 5–0    | Martin Lopez    | KOT               | 1 (6), 1:33  | 20-06-1995 | Will Rogers Memorial Center, Fort Worth, Texas |                                                     |
| Vittoria | 4–0    | Keith Walton    | Decisione (unan.) | 6            | 10-03-1995 | Fort Worth, Texas                              |                                                     |
| Vittoria | 3–0    | Ron McGowan     | KO                | 3 (6), 1:46  | 26-01-1995 | Shreveport, Louisiana                          |                                                     |
| Vittoria | 2–0    | Calvin Lampkin  | Decisione (unan.) | 4            | 02-12-1995 | Fort Worth, Texas                              |                                                     |
| Vittoria | 1–0    | Ismael Garcia   | KO                | 2 (4), 1:46  | 13-10-1995 | Shreveport, Louisiana                          | Debutto professionale                               |